# Syzygium pseudocalcicola
Syzygium pseudocalcicola är en myrtenväxtart som beskrevs av Lyndley Alan Craven och Edward Sturt Biffin. Syzygium pseudocalcicola ingår i släktet Syzygium och familjen myrtenväxter. Inga underarter finns listade i Catalogue of Life.